# كندسطبل فرنسا
كندسطبل فرنسا (بالفرنسية: Grand Connétable de France)، من أصل لاتيني (باللاتينية: comes stabuli) أي «كونت الإسطبل»، وهو منصب الضابط الأول في التاج الملكي الفرنسي أو قائد الجيش، وهو أحد أهم خمسة أفراد مقربين من الملك الفرنسي، جنبًا إلى جنب مع أمين الملِك، والحارس، والخادم الشخصي، والمستشار، بصفته ملازمًا عامًا للملك. وهو أعلى عضو في طبقة النبلاء الفرنسية، ويأتي أحيانا في المرتبة الثانية بعد ملك فرنسا.
كان كندسطبل فرنسا مسؤولاً أيضًا عن القضاء العسكري ويعمل على تنظيم الفروسية. أنشأ الملك هنري الأول هذا المنصب في عام 1060م أو الملك فيليب الأول في نفس العام، وعين "ألبيريك دو مونمورانسي" (بالفرنسية: Albéric Ier de Montmorency) كأول كندسطبل. كان دور هذا المنصب في البداية بمثابة "كبير الفرسان"، ولكن بعد عام1191م أصبح منصب "قائد جيوش الملك" أهم منصب في الجيش الفرنسي. ولكن بعد خيانة كندسطبل بوربون للملك في 1623م ووقوفه بجانب الإمبراطور، أصبح النظام الملكي أكثر حذراً في اختيار صاحب المنصب، ألغي المنصب في عام 1627م بمرسوم من الكاردينال ريشيليو بعد وفاة فرانسوا دي بون، وذلك لتعزيز السلطة المباشرة للملك على جيشه.

## شارة المنصب
شارة المنصب عبارة عن سيف متقن للغاية يُدعى «جوايّيوز» (بالفرنسية: Joyeuse)، الذي يعتبر سيف شارلمان الأسطوري، كان «جوايّيوز» سيفًا مصنوعًا من أجزاء من سيوف مختلفة ويستخدم في حفل تتويج الملوك الفرنسيين منذ عام 1271م على الأقل له غمد أزرق مزين بالرمز الملكي الأشهر زهرة الزنبق بترتيب عمودي من المقبض حتى سن السيف.
وبحسب التقاليد يتسلم كندسطبل فرنسا السيف عند يعينه الملك في المنصب.

## الأشخاص التابعون له
- مارشال فرنسا - ومع ذلك خلال الأوقات الاستثنائية، يمكن أن يكون مارشال فرنسا أعلى من كندسطبل فرنسا، وذلك اعتمادًا على قرارات الملك.
- الكولونيل الأكبر - تعتبر فئة خاصة من الجنرالات في الجيش الملكي الفرنسي، بحيث تتولى قيادة جميع الأفواج من نفس الرتبة (أي الفرسان، الفرسان والمشاة وآخرون).
- الجنرال.
- مساعد الجنرال - تعتبر أعلى رتبة ضابط نظامي في الجيش الفرنسي يمكن يرتقى بها ضابط محترف على أساس الأقدمية والجدارة، ولكن طبقة النبلاء يمكن أن تترقى.
- مارشال المخيم - تعتبر من أدنى رتب الجنرال، وفي وقت لاحق أعيد تسميته «الجنرال الأكبر» ويعادل في الوقت الحاضر رتبة «أمير اللواء».
- حامل اللواء - منصب تشريفي مرموق وليس رتبة عسكرية، مما يعطيه الحق في حمل راية الملك الملكية التي تعرف باسم "اللهب الذهبي" في المعركة.
- قائد النشاب - هو المسؤول عن جميع الرماة في الجيش.
- قائد المدفعية - منذ بداية القرن السابع عشر، أصبح قائد للمدفعية وهو من أهم ضباط التاج، ثم أصبح تابعاً مباشرًا للملك ولم يعد تحت قيادة كونستابل فرنسا.

## حاملو اللقب

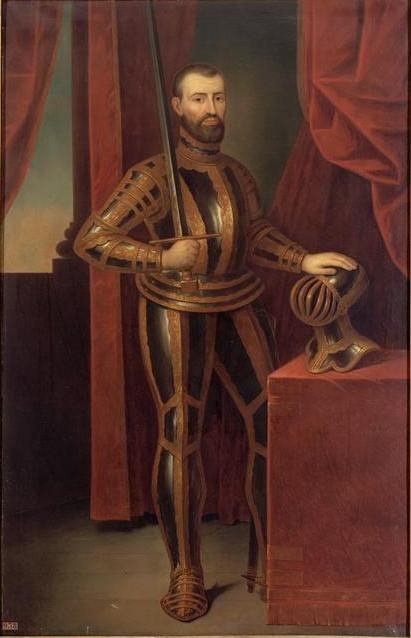
"ألبيريك دو مونمورانسي" أول من تولى منصب "كونستابل فرنسا" عام 1960م.

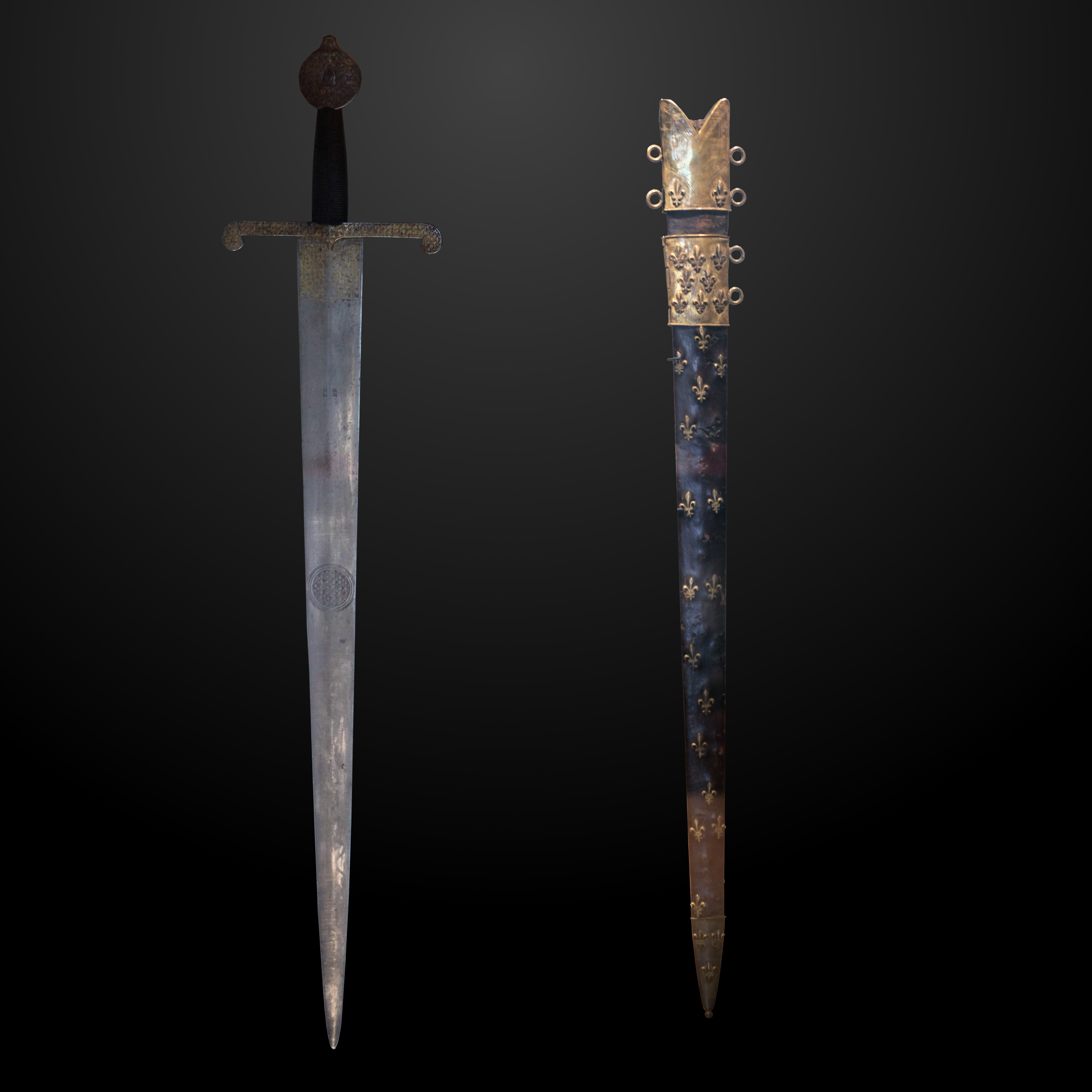
سيف كندسطبل فرنسا، معروض الآن في المتحف الحربي الفرنسي بقصر ليزانڤاليد، باريس.

لم يُعين الملك دائما أشخاصا في هذا المنصب ولذلك هناك فراغات شاغرة في تواريخ المنصب.

#### أثناء عهدآل كابيه
- بالدريك دو درو، 20 مايو 1043 – 1069. [3]
  - والتر (نائب بلدريك)، 1048. [3]
  - ألبيريك (نائب بلدريك)، 1060.
- غوتييه، 1069 – 1071.
- أديلمي، 1071 – 1075.
- آدم لو إيل، 1075 – 1085.
- تيبو، سينيور مونمورانسي، 1085 – 1107.
- غاستون دو شانمون، 1107 – 1108.
- أوغو الأعور دو شانمون، 1108 – 1135.
- ماتيو دو مونمورانسي، 1138 – ؟ (توفي.1160).
- سيمون دو نوفل لوشاتو، 1165 – ؟.
- راؤول الأول دو كليرمون آن بوفيه، 1174 – 1191 (توفي.1191).
- درو الرابع دي ميلو (1148 – 1218)، 1193 – 1218.
- ماتيو الثاني بارون مونمورانسي، 1218 (توفي. 1231)، يعرف بـ كندسطبل الأكبر، هو ابن ماثيو دو مونمورانسي.
- عموري دي مونتفورت (1192-1241)، 1231-1240، هو ابن شقيقة ماتيو الثاني.
- همبرت الخامس دو بُوْجو (1198-1250)، 1240 .
- غيل دو تراسنيه، 1248-1250 (توفي. 1276).
- غيشار الخامس دو بُوْجو، 1250-1265 (توفي.1265)؛ ابن همبرت الثاني.
- همبرت السادس دو بُوْجو (1249-1285)، 1277-1285.
- راؤول الثاني دي كليرمون، 1285-1302 (توفي. 1302)، حفيد عموري دو مونتفورت، وحفيد شقيق راؤول الأول دو كليرمون.
- غوشيه الخامس دو شاتيون (1249-1329)، 1307 – 1329.

#### أثناء عهدآل ڤالوا
- راؤول الأول دو بريين كونت أو، 1329-1345 (توفي.1345)
- راؤول الثاني دو برين، 1345-1350 (توفي.1350)؛ ابن السابق.
- شارل دو لا سيردا (حوالي.1326-1354)، 1350 – 1354، أو شارل الإسباني.
- جاك دو بوربون كونت لا مارش (1319 – 1362)؛ 1354 – 1356.
- غوتييه السادس دو بريين (حوالي. 1304 – 1356)، 1356، حامل لقب دوق أثينا.
- روبير دو فيين (1308 – 1372)، 1356 – 1370، أو روبير المورو.
- برتران دي غيكلان (1320 – 1380)، 1370 – 1380، من أشهر مما حملوا اللقب.
- أوليفييه الخامس دو كليسون (1336 – 1407)، 1380 – 1392.
- فيليب دو أرتوا كونت أو (1358 – 1397)، 1392 – 1397
- لويس دو سانسييه (1341 – 1402)، 1397 – 1402.
- شارل الأول دو ألبرت كونت درو، 1402-1411 (توفي. 1415)، المرة الأولى.
- فاليران دو لوكسمبورغ-لينيه كونت سان بول، 1411-1413 (توفي. 1415).
- شارل الأول دو ألبرت، 1413-1415 (توفي. 1415)، المرة الثانية.
- برنار السابع كونت أرمانياك، 1415-1418 (توفي. 1418).
- شارل الثاني دوق لورين (1365 – 1431)، 1418 – 1424.
- همفري ستافورد دوق باكنغهام الأول (1430).
- جان ستيوارت ايرل بوشان الثاني (حوالي. 1381 – 1424)، 1424.
- آرثر الثالث دوق بريتاني (1393 – 1458)، 1425 – 1458.
- جون تالبوت إيرل شروزبري الأول (1384/1390 – 1453)، 1445 – 1453 (عينه هنري السادس ملك إنجلترا في منصبه كملك لفرنسا).
- لويس دي لوكسمبورغ كونت سانت بول [4] (1418 – 1475)، 1465 – 1475.
- جان الثاني دوق بوربون (1426 – 1488)، 1483 – 1488.

- شارل الثالث دوق بوربون (1490 – 1527)، 1518 – 1523.
- آن دي مونمورانسي (1492 – 1567)، 1538 – 1567.

#### أثناء عهدآل بوربون
- هنري الأول دي مونمورانسي (1570 – 1621)، 1593 – 1621.
- شارل ألبرت دوق لوين (1621)، 1621.
- فرانسوا دي بون (1543 – 1626)، 1622 – 1626.

## روابط خارجية
- هيرالديكا.
- موقع شعارات النبالة الفرنسية.